# Rockshow
Rockshow es un documental de la banda británica Wings grabado durante su gira norteamericana de 1976 y publicado en 1980. La película incluye treinta canciones filmadas durante cuatro conciertos de la gira: cuatro del concierto ofrecido el 25 de mayo en Nueva York; cinco del ofrecido en Seattle el 10 de junio; quince de un concierto ofrecido el 22 de junio en Los Ángeles; y otras seis del concierto del 23 de junio en la misma ciudad. 
Tras cerca de treinta años descatalogado, parte del documental fue publicado en 2007 en el recopilatorio The McCartney Years. En 2013, Eagle Rock Entertainment publicó Rockshow en DVD y Blu-Ray.

## Estreno
Rockshow se estrenó el 26 de noviembre de 1980 en el Ziegfeld Theater de Nueva York con la ausencia de Paul McCartney, que se encontraba en el estudio de grabación. Sin embargo, el grupo acudió al estreno del documental en Londres en el Dominion Theatre el 8 de abril de 1981. La película fue posteriormente editada hasta los 102 minutos para su publicación en VHS. Su primera publicación en VHS fue en formato Betamax en octubre de 1981, con una publicación posterior en VHS, laserdisc y CED un año después. 
Esta publicación supuso la última versión disponible para el público durante 31 años hasta la publicación parcial del concierto en el recopilatorio de 2007 The McCartney Years, que incluyó siete canciones del concierto, una de ellas, una versión en directo de la canción de The Beatles «Lady Madonna», no disponible en la publicación original en VHS.
El 10 de junio de 2013, Eagle Rock Entertainment publicó Rockshow en DVD y Blu-Ray como parte de la campaña de reediciones del catálogo musical de McCartney, con las imágenes restauradas digitalmente de la película de 35 mm original y el sonido remezclado en formato 5.1. El largometraje fue reestrenado en varios cines a nivel mundial el 16 de mayo, con una introducción de McCartney. Un estreno exclusivo con la asistencia personal de McCartney tuvo lugar en la Academia Británica de las Artes Cinematográficas y de la Televisión un día antes, el 15 de mayo de 2013.

## Lista de canciones
Todas las canciones escritas y compuestas por Paul McCartney excepto donde se anota. 
| Rockshow (versión cinematográfica) |                                                                 |                              |          |  |
| N.º                                | Título                                                          | Escritor(es)                 | Duración |  |
| 1.                                 | «Venus and Mars» (Incluida en The McCartney Years)              |                              |          |  |
| 2.                                 | «Rock Show» (Incluida en The McCartney Years)                   |                              |          |  |
| 3.                                 | «Jet» (Incluida en The McCartney Years)                         |                              |          |  |
| 4.                                 | «Let Me Roll It»                                                |                              |          |  |
| 5.                                 | «Spirits of Ancient Egypt»                                      |                              |          |  |
| 6.                                 | «Medicine Jar»                                                  | Jimmy McCulloch, Colin Allen |          |  |
| 7.                                 | «Maybe I'm Amazed» (Incluida en The McCartney Years)            |                              |          |  |
| 8.                                 | «Call Me Back Again»                                            |                              |          |  |
| 9.                                 | «Lady Madonna» (Incluida en The McCartney Years)                | John Lennon, Paul McCartney  |          |  |
| 10.                                | «The Long and Winding Road»                                     | John Lennon, Paul McCartney  |          |  |
| 11.                                | «Live and Let Die»                                              |                              |          |  |
| 12.                                | «Picasso's Last Words (Drink to Me)»                            |                              |          |  |
| 13.                                | «Richard Cory»                                                  | Paul Simon                   |          |  |
| 14.                                | «Bluebird» (Incluida en The McCartney Years)                    |                              |          |  |
| 15.                                | «I've Just Seen a Face»                                         | John Lennon, Paul McCartney  |          |  |
| 16.                                | «Blackbird»                                                     | John Lennon, Paul McCartney  |          |  |
| 17.                                | «Yesterday»                                                     | John Lennon, Paul McCartney  |          |  |
| 18.                                | «You Gave Me the Answer»                                        |                              |          |  |
| 19.                                | «Magneto and Titanium Man»                                      |                              |          |  |
| 20.                                | «Go Now»                                                        | Larry Banks, Milton Bennett  |          |  |
| 21.                                | «My Love»                                                       |                              |          |  |
| 22.                                | «Listen to What the Man Said» (Incluida en The McCartney Years) |                              |          |  |
| 23.                                | «Let 'Em In»                                                    |                              |          |  |
| 24.                                | «Time to Hide»                                                  | Denny Laine                  |          |  |
| 25.                                | «Silly Love Songs»                                              |                              |          |  |
| 26.                                | «Beware My Love»                                                |                              |          |  |
| 27.                                | «Letting Go»                                                    |                              |          |  |
| 28.                                | «Band on the Run»                                               |                              |          |  |
| 29.                                | «Hi, Hi, Hi»                                                    |                              |          |  |
| 30.                                | «Soily»                                                         |                              |          |  |